# تركي الدخيل
تركي بن عبد الله الدخيل (2 يوليو 1973 -) سفير، ودبلوماسي، وإعلامي، وكاتب سعودي. شغل منصب سفير المملكة العربية السعودية لدى الإمارات العربية المتحدة منذ صدر تعيينه بأمر ملكي في 31 ديسمبر 2018م إلى أكتوبر 2023م. كما عمل مديراً لقناتي: «العربية» و«الحدث» من يناير 2015م إلى يناير 2019م.

## تعليمه وحياته
- تلقى تعليمه الجامعي في جامعة الإمام محمد بن سعود، قدم برنامجاً حوارياً مفتوحاً أسبوعياً في قناة العربية وإذاعة بانوراما اسمه إضاءات منذ سبتمبر عام 2003 واستمر حتى 2003.
- مدير قناة العربية سابقاً.
- ساهم الدخيل في تأسيس موقع إيلاف الإلكتروني، وفي تأسيس قناة العربية، وفي تأسيس موقع العربية. نت وعمل مشرفاً عاماً عليه حتى العام 2007.
- أسس مجلة الإقلاع الإلكترونية وترأس تحريرها، وأسس موقع جسد الثقافة الذي يعنى بالأدب والفنون الكتابية والبصرية.
- قدم استشارات إعلامية للعديد من الجهات. وساهم في تأسيس جائزة الشيخ زايد للكتاب، وكان عضواً في اللجنة العليا للجائزة حتى استقال في نهاية العام 2008.
- عضو مجلس إدارة أي ميديا سابقاً، التي تصدر جريدة الرؤية، وهي صحيفة يومية تصدر من أبوظبي.
- يمتلك الدخيل ويدير مركز المسبار للدراسات والأبحاث في دبي، ويمتلك دار مدارك للنشر.
- كشف الدخيل -خلال استضافة على قناة روتانا خليجية الأحد (28 يونيو 2015)- أنه على صلة قرابة بالأمير متعب بن عبد الله -وزير الحرس الوطني السعودي، السابق - وأنه ابن خالته.

## طفولته
- كشف تركي الدخيل خلال حواره مع الإعلامي علي العلياني ببرنامج يا هلا المذاع على فضائية روتانا خليجية أن والدته كانت تعتني به عناية فائقة وكانت تقوم بعمل تحريات حول أصدقائه الذين يجالسهم كثيراً وهذا ما كان يزعجه كثيراً، وكانت تتأكد من ضرورة أن يكون أصدقائه من عائلات مستقرة؛ وكثيراً ما كان يشعر أن كل هذه التصرفات تمثّل اختراقاً كبيراً لخصوصياته.
- أكد أن والديه كانا يقيمان سياجاً تربوياً حوله لدرجة أنه لم يكن يعرف شكل الرياض الحقيقي طوال طفولته، وبدأ الخروج والتعرف على الأماكن عام 1979 وبالتزامن مع قصة جهيمان حيث لم يتجاوز عدد أصدقائه الـ 7 أو الـ 8 حتى سن الـ 15 عاماً، لافتاً إلى أن علاقته كانت وثيقة بكل أعمامه لأن والده نسج علاقة إيجابية جداً مع كل إخوته وصادق كل الأجيال.
- أشار الدخيل إلى أن علاقته بمجلة ماجد بدأت من سن السادسة لأنها كانت ثريّة وتساهم في تطويره وهو ما يحتاجه المجتمع حالياً من مشاريع ثقافية تبني الصغار وتؤهلهم بشكل جيد.

## التعليم
درس الدخيل في جامعة الامام محمد بن سعود الإسلامية في كلية أصول الدين قسم السنة. وحاصل على دورات تخصصية في التصوير والكتابة الصحفية وإدارة مواقع الإنترنت في أميركا. حصل على شهادة الماجستير في الدراسات الإسلامية من جامعة المقاصد في بيروت بدرجة جيد جداً عن رسالته التي كانت بعنوان برنامج حجر الزاوية للشيخ الدكتور سلمان العودة، دراسة تحليلة مقارنة، في يناير - كانون الثاني 2011.

## العمل والمناصب
- عمل الدخيل في الصحافة منذ عام 1989 واحترفها عام 1994 في الصحف والمؤسسات الإعلامية منها صحيفة الرياض، عكاظ، الشرق الأوسط، المجلة، المسلمون، عالم الرياضة، مجلة الجيل، وآخر صحيفة عمل فيها صحافياً متفرغاً كانت الحياة، محرراً سياسياً من السعودية.
- عمل مراسلاً سياسياً لإذاعة مونت كارلو في السعودية الموسم 1997 - 1998.
- عمل مراسلاً سياسياً لإذاعة mbcFM في 1999، ثم انتقل إلى محطة mbc ثم إلى قناة العربية منذ العام 2003.
- عمل مديراً لقناتي العربية والحدث من يناير 2015م إلى يناير 2019م.[3][4]
- عمل سفيرا لخادم الحرمين الشريفين في دولة الإمارات العربية المتحدة، وباشر عمله في فبراير 2019م، واستمر سفيراً إلى أكتوبر 2023م.[2]

## آراؤه
يهاجم في كتاباته الجماعات الأصولية الإسلامية وغيرها بشكل عام، ويهاجم الإخوان المسلمين خاصة ويصفهم بالإرهابيين، واعتبر أن الفترة التي حكم بها مرسي كانت «لوثة في تاريخ مصر الحديث كله».
يعتبر أن حركة المقاومة الإسلامية (حماس) هي من يسبب المجازر في غزة لأنها تقاتل الاحتلال الإسرائيلي وتورط شعب فلسطين بالقتال، وتتقاعس عن حقن الدماء، وذلك على لسان الملك عبد الله بن عبد العزيز آل سعود.
أضاف الدخيل، أنه تديّن قبل أن يبلغ الحُلم. مشيرًا إلى أن التدين لا يعني التطرف، وأن المتدين يبقى بعيدًا عن التطرف، طالما لم يسئ للآخرين.
كما تحدث الدخيل عن اختياره مديراً لقناة العربية وتغطية القناة لـعملية عاصفة الحزم والعمليات العسكرية ضد المتمردين الحوثيين في اليمن، حيث نفى -تمامًا- أن يكون تعيينه مديرًا للعربية، جاء بتوجيه حكومي، وأكد أن اختياره لإدارة القناة جاء من مجلس الإدارة.
وبسؤاله عن إمكانية قبوله عرضًا للعمل بقناة الجزيرة الإخبارية، قال الدخيل إنه لا يمانع في ذلك حالما تم تقديم عرض جيد له.
وعبّر الدخيل عن اعتزازه بقيادة المملكة للحملة العسكرية ضد المتمردين على الشرعية في اليمن. مضيفاً أن عاصفة الحزم، جعلت أغلبية العرب يرفعون رؤوسهم ويعتزون بعروبتهم.
وأكد أن برنامجه إضاءات -والذي كان يقدمه قبل تولي إدارة القناة- لن يعود، وقال إنه لا يصح مهنيًّا أن أقدم برنامجًا بالقناة، وأنافس زملائي وأنا أتولى إدارة القناة، وإنه لن يقدم برامج ثابتة، وقد يقدم بعض اللقاءات.

## الكتابة
- كتب الدخيل مقالاً شبه يومي في جريدة الاقتصادية السعودية منذ العام 2002 حتى نهاية العام 2004، وكان عنوان الزاوية من ثقب الباب.
- كتب مقالاً اسبوعياً في جريدة اليوم السعودية ومقالاً شبه يومي في جريدة الرياض السعودية.
- كتب زاوية يومية عنوانها قال غفر الله له في الصفحة الأخيرة في جريدة الوطن السعودية أكثر من عشر سنوات.
- كتب أسبوعياً في جريدة الاتحاد الإماراتية، وجريدتي الوقت البحرينية والوطن البحرينية، والجريدة الكويتية، ولا يزال يكتب أسبوعياً في الاتحاد، وجريدة الشرق الأوسط.

## إصدارات
وألف تركي الدخيل عدة كتب منها:
- ذكريات سمين سابق.
- سعوديون في أميركا.
- كنت في أفغانستان.
- جوهرة في يد فحام.
- الدنيا... امرأة!
- إنما نحن... جوقة العميان.
- سلمان العودة من السجن إلى التنوير.
- قال لي القصيبي.
- هشام ناظر: سيرة لمْ تُرْوَ. صدر عن دار مدارك عام 2016.[7]
- التسامح زينة الدنيا والدين. صدر عن دار مدارك عام 2019.[8]
- العلاقات السعودية الإماراتية. صدر عام 2019.[9]

## جوائز
- في عام 2010 حصل برنامج إضاءات الذي يقدمه الدخيل على جائزة أفضل برنامج حواري من قبل مهرجان الخليج للإذاعة والتلفزيون في البحرين.
- في عام 2010 اختارته مجلة اريبيان بزنس مجدداً ضمن أقوى 100 شخصيات عربية، وقبلها في عام 2007 اختارته مجلة اريبيان بزنس ضمن أقوى 100 شخصية عربية مؤثرة.
- في عام 2009 حصل برنامج إضاءات الذي يقدمه تركي الدخيل على جائزة أفضل برنامج حواري من قبل الملتقى الإعلامي العربي السادس في الكويت.
- في عام 2009 حصل بالتصويت على لقب أفضل مذيع سعودي في استفتاء جريدة الرياض.
- في عام 2007 حصل بالتصويت على لقب سيد الحوار في الاستفتاء الذي أجرته مجلة روتانا.
- في سبتمبر 2023 منحه رئيس دولة الإمارات العربية المتحدة الشيخ محمد بن زايد آل نهيان «وسام زايد الثاني» من الطبقة الأولى.[10]
- في عام 2024 حصل على جائزة المنتدى السعودي للإعلام (فئة المقال الصحفي).[11][12]

## الحياة الشخصية
متزوج وله ثلاثة أطفال.[بحاجة لمصدر]

## وصلات خارجية
- موقع تركي الدخيل
- موقع برنامج إضاءات